# Franco Alfano

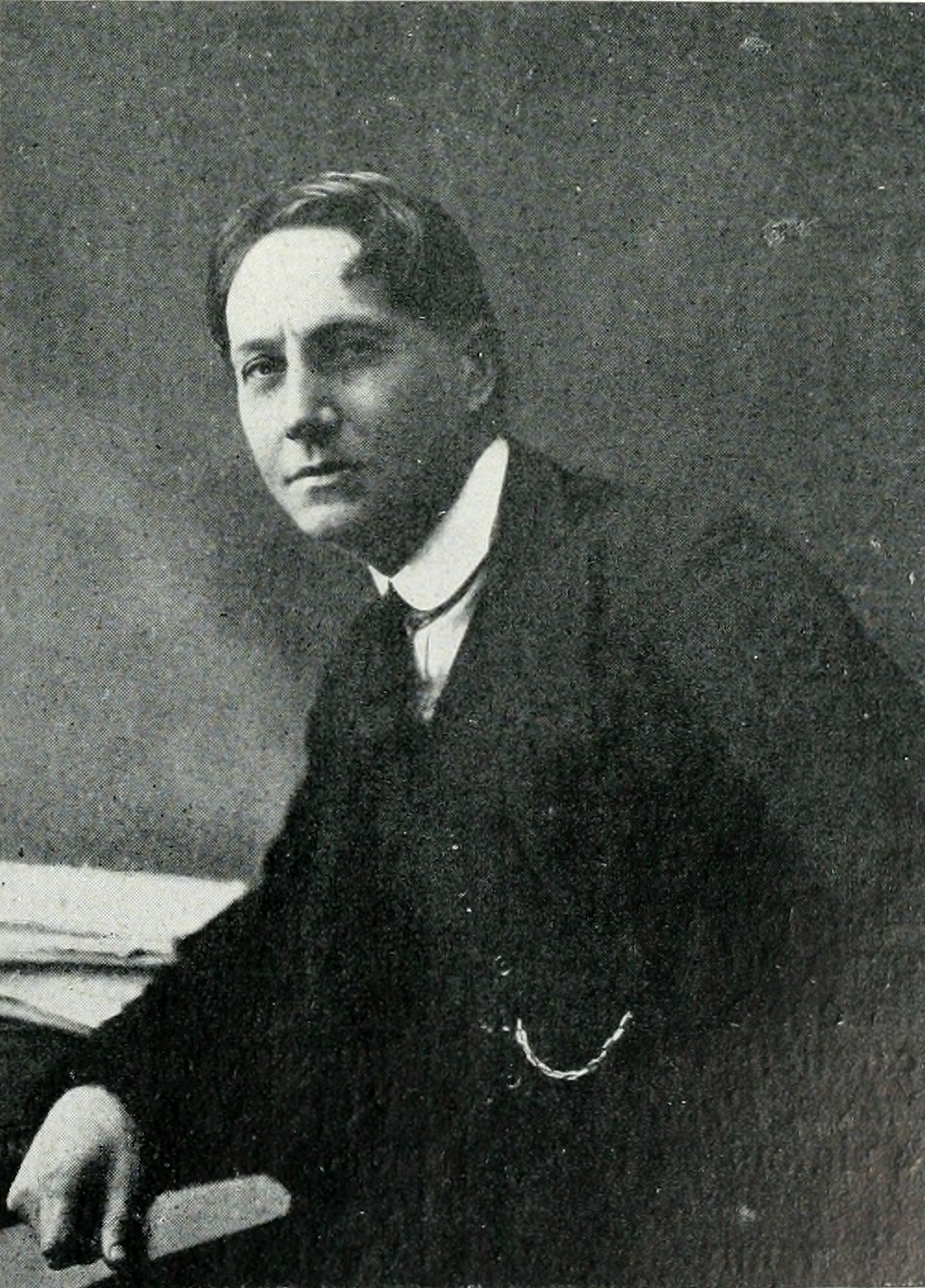
Franco Alfano.

Franco Alfano, född 8 mars 1875, död 27 oktober 1954, var en italiensk kompositör och pianist. Alfano är kanske mest känd för att ha färdigställt Giacomo Puccinis opera Turandot 1926.

## Operor
- I cavalieri e la bella
- Cyrano de Bergerac
- Il dottor Antonio
- La fonte di Enschir
- La leggenda di Sakùntala
- Madonna Imperia
- L'ombra di Don Giovanni
- Il principe di Zilah
- Risurrezione
- L'ultimo Lord
- I Cavalieri e la bella (ej färdigställd)

## Baletter
- Napoli
- Lorenza
- Vesuvius